# Ardisia schlechteri
Ardisia schlechteri är en viveväxtart som beskrevs av Ernest Friedrich Gilg. Ardisia schlechteri ingår i släktet Ardisia och familjen viveväxter. Inga underarter finns listade i Catalogue of Life.